# Alice Åström
Alice Margareta Elisabeth Åström, född 27 december 1959 i Kalmar, är en svensk politiker (vänsterpartist). Hon var Vänsterpartiets förste vice ordförande under perioden 2006–2011.
Åström var riksdagsledamot 1994–2010. Mellan 2006 och 2010 var hon gruppledare för Vänsterpartiets riksdagsgrupp. Hon var ledamot bland annat i justitieutskottet, där hon också var andre vice ordförande 2002–2004. I riksdagsvalet 2010 tappade Vänsterpartiet sitt mandat i Jönköpings läns valkrets och därmed förlorade Åström sin riksdagsplats.
Åström var en av kandidaterna till posten som partiledare 2004, men besegrades av Lars Ohly. Hon brukar räknas till "förnyarna" i partiet. Alice Åström anser sig dock själv inte tillhöra någon falang. Hon har öppet berättat om ett förflutet som narkotikamissbrukare. Hon är bosatt i Vaggeryd.